# Ridvan Kardesoglu
Ridvan Kardesoglu (Vaduz; 12 de octubre de 1996) es un futbolista liechtensteiniano que juega como delantero en el FC Schaan y en la Selección nacional de Liechtenstein.

## Carrera
Kardesoglu debutó como internacional con la Liechtenstein el 15 de noviembre de 2019 en un partido de clasificación para la Eurocopa 2020 contra la Finlandia, que terminó con derrota a domicilio por 0-3.

## Vida personal
Kardesoglu es de ascendencia turca.

## Internacional
|       | Lietchtenstein |       |
| Año   | Asistencias    | Goles |
| ----- | -------------- | ----- |
| 2019  | 1              | 0     |
| 2020  | 2              | 0     |
| 2021  | 5              | 0     |
| 2022  | 2              | 0     |
| Total | 10             | 0     |